# سوامی ویوکاناندا (فیلم ۱۹۹۸)
سوامی ویوکاناندا (به هندی: Swami Vivekananda) فیلمی محصول سال ۱۹۹۸ و به کارگردانی جی. وی لیر است. در این فیلم بازیگرانی همچون ساروادامن دی. بانرجی، میتون چاکرابورتی، دباشری روی، جایا پرادا، شامی کاپور، شاشی کاپور، راکهی گلزار، دباشری روی، میناکشی سشادری، هما مالینی و تانوجا ایفای نقش کرده‌اند.